# Dutch Open 2001
Il Dutch Open 2001 (conosciuto anche come Energis Open) è stato un torneo di tennis giocato sulla terra rossa.
È stata la 44ª edizione del Dutch Open, che fa parte della categoria International Series nell'ambito dell'ATP Tour 2001. 
Si è giocato allo Amstelpark di Amsterdam nei Paesi Bassi, dal 16 al 22 luglio 2001.

## Campioni

### Singolare
Àlex Corretja ha battuto in finale  Younes El Aynaoui con il punteggio di 6–3, 5–7, 7–6(0), 3–6, 6–4

### Doppio
Paul Haarhuis /  Sjeng Schalken hanno battuto in finale  Àlex Corretja /  Luis Lobo con il punteggio di 6–4, 6–2